# غافين تايلور
غافين تايلور (بالإنجليزية: Gavin Taylor)‏ هو مخرج أيرلندي، ولد في 1942، وتوفي في 12 يونيو 2013.

## وصلات خارجية
- غافين تايلور على موقع IMDb (الإنجليزية)
- غافين تايلور على موقع أول موفي (الإنجليزية)
- غافين تايلور على موقع قاعدة بيانات الفيلم (الإنجليزية)
- غافين تايلور على موقع كينوبويسك (الروسية)